# ريتشارد جاردنر
ريتشارد جاردنر (بالإنجليزية: Richard A. Gardner)‏ (و. 1931 – 2003 م) هو طبيب نفسي، وأستاذ جامعي، من الولايات المتحدة الأمريكية، ولد في مدينة نيويورك، توفي في مقاطعة بيرغن، عن عمر يناهز 72 عاماً.

## التعليم
تعلم في جامعة كولومبيا.